# 1396 en Angleterre
Chronologie de l'Angleterre
- 1392
- 1393
- 1394
- 1395
- 1396
- 1397
- 1398
- 1399
- 1400

Cette page concerne l'année 1396 du calendrier julien.

## Naissances en 1396
- 16 octobre : William de la Pole, 1er duc de Suffolk
- 30 novembre : Richard le Despenser, 4e baron Burghersh
- Date inconnue : 
  - Jeanne Beauchamp, comtesse d'Ormonde
  - William Freville, member of Parliament pour le Cambridgeshire
  - Thomas Kyriell, militaire

## Décès en 1396
- 10 mars : John Sutton, 3e baron Sutton de Dudley
- 24 mars : Walter Hilton, écrivain spirituel
- 13 mai : William la Zouche, 3e baron Zouche de Haryngworth
- 20 mai : Thomas Edwardston, prêtre
- 9 juin : Margaret Stafford, baronne Neville
- 12 juin : Thomas de Stratford, archidiacre de Gloucester
- 31 juillet : William Courtenay, archevêque de Cantorbéry
- 9 septembre : John de Beaumont, 4e baron Beaumont (en)
- Date inconnue : 
  - Thomas Baret, member of Parliament pour Oxford
  - Thomas Bataill, member of Parliament pour l'Essex
  - Edmund Brokesbourne, member of Parliament pour l'Essex
  - Walter de Brugge, clerc
  - John Derwentwater, member of Parliament
  - Robert Ferrers, 2e baron Ferrers de Wem
  - William Flamville, member of Parliament pour le Leicestershire
  - Adam Golde, member of Parliament pour Exeter
  - Robert Hethe, member of Parliament pour Ipswich
  - Henry Knighton, chroniqueur
  - Robert Messingham, member of Parliament pour Lincoln
  - John Wroth, member of Parliament